# Graphium angolanus
Quý bà trắng Angola (Graphium angolanus) là một loài bướm thuộc họ Papilionidae, tìm thấy ở Subsaharan Africa.
Sải cánh dài 65–70 mm đối với con đực và 70–75 mm đối với con cái. Fight period quanh năm, đỉnh cao là từ tháng 1 đến tháng 1.
Ấu trùng ăn Annona senegalensis, Sphedamnocarpus pruriens, Uvaria spp., Landolphia buchannani, và Landolphia ugandensis.

## Hình ảnh

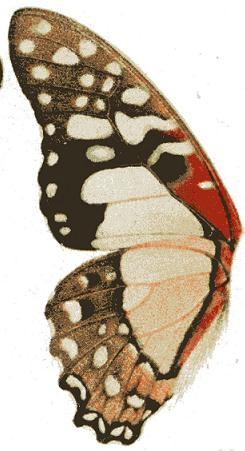
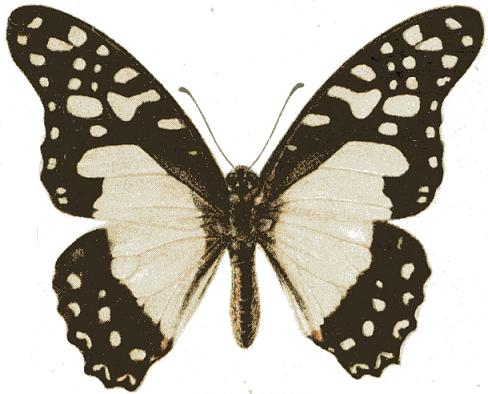
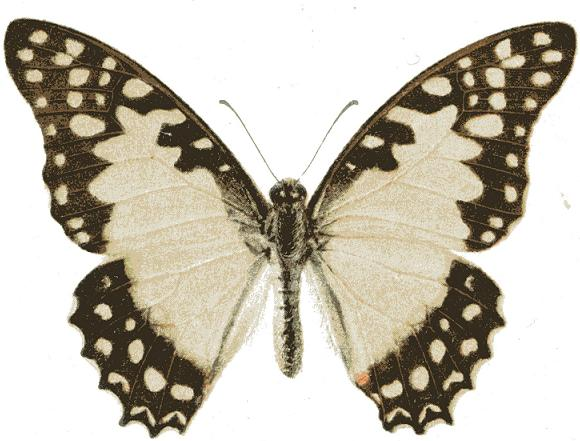
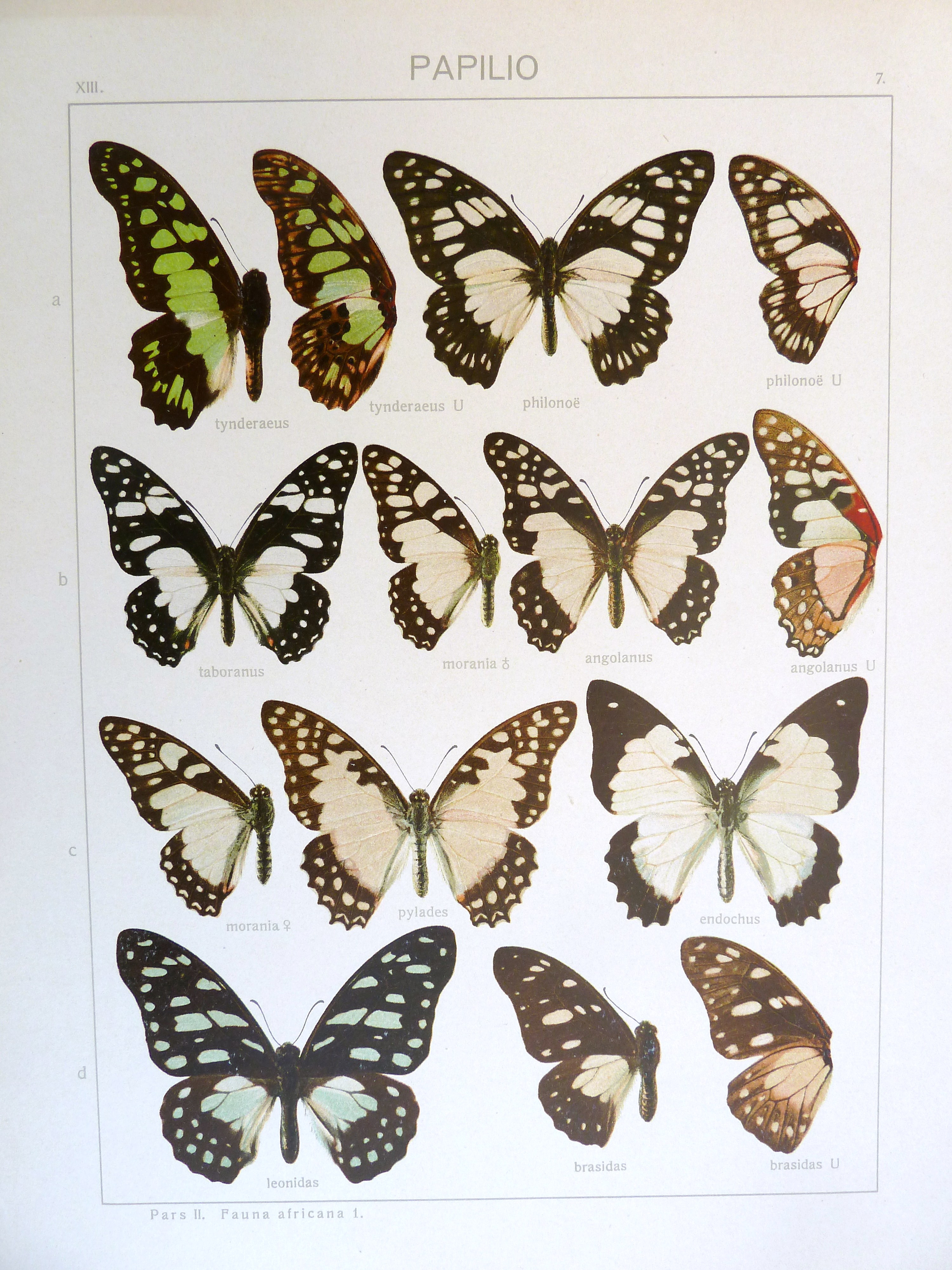